# Coupe d'Asie masculine de hockey sur gazon 2022
Navigation
2017 2025
La Coupe d'Asie masculine de hockey sur gazon 2022 sera la 11e édition de la Coupe d'Asie masculine de hockey sur gazon, le championnat international quadriennal masculin de hockey sur gazon d'Asie organisé par la Fédération asiatique de hockey. Le 15 mars 2022, il a été annoncé que le tournoi se tiendrait au GBK Hockey Field à Jakarta, en Indonésie, du 23 mai au 1er juin 2022.
L'Inde est le tenant du titre. Les trois meilleures équipes se qualifieront pour la Coupe du monde 2023.

## Équipes qualifiées
Le pays hôte, les cinq meilleures équipes de la précédente Coupe d'Amérique et les deux finalistes de la Coupe AHF 2022 se qualifieront pour le tournoi.
| Événement         | Dates                | Lieu    | Quotas | Qualifiés                                                         |
| ----------------- | -------------------- | ------- | ------ | ----------------------------------------------------------------- |
| Pays hôte         | 15 mars 2022         | Jakarta | 1      | Indonésie (45)                                                    |
| Coupe d'Asie 2017 | 11 - 22 octobre 2017 | Dacca   | 5      | Inde (3) Malaisie (11) Corée du Sud (16) Japon (17) Pakistan (18) |
| Coupe AHF 2022    | 11 - 20 mars 2022    | Jakarta | 2      | Oman (23) Bangladesh (30)                                         |

## Premier tour
Toutes les heures correspondent à l'Heure en Indonésie (UTC+7)

### Poule A
| Rang | Équipe    | J | V | N | D | BP | BC | Diff | Pts | Qualification                       |
| ---- | --------- | - | - | - | - | -- | -- | ---- | --- | ----------------------------------- |
| 1    | Japon     | 3 | 3 | 0 | 0 | 17 | 4  | +13  | 9   | Super 4 et Coupe du monde 2023      |
| 2    | Inde      | 3 | 1 | 1 | 1 | 19 | 6  | +13  | 4   | Coupe du monde 2023 en tant qu'hôte |
| 3    | Pakistan  | 3 | 1 | 1 | 1 | 16 | 4  | +12  | 4   |                                     |
| 4    | Indonésie | 3 | 0 | 0 | 3 | 0  | 38 | -38  | 0   |                                     |

Source: FIH
En cas d'égalité de points de plusieurs équipes à l'issue des matchs de poule, les critères suivants sont appliqués dans l'ordre indiqué pour établir leur classement:
1. Points,
2. Matchs gagnés,
3. Différence de buts,
4. Buts pour,
5. Plus grand nombre de points obtenus dans les matchs de poule disputés entre les équipes concernées,
6. Buts en plein jeu pour.

| Match 3           | Indonésie | 0 - 9   | Japon                                                                                      |                                                                       |                                                                       |
| 23 mai 2022 16h15 |           | (0 - 7) | 7e Kirishita · 8e Nagayoshi · 10e Ooka · 13e Kato · 15e, 21e, 22e, 35e Yamasaki · 33e Niwa | Arbitrage : You Hyosik Saleh Al Balushi Arbitre vidéo : Lim Hong-Zhen | Arbitrage : You Hyosik Saleh Al Balushi Arbitre vidéo : Lim Hong-Zhen |
| 23 mai 2022 16h15 | Rapport   |         |                                                                                            | Arbitrage : You Hyosik Saleh Al Balushi Arbitre vidéo : Lim Hong-Zhen | Arbitrage : You Hyosik Saleh Al Balushi Arbitre vidéo : Lim Hong-Zhen |

| Match 4           | Inde      | 1 - 1   | Pakistan |                                                                  |                                                                  |
| 23 mai 2022 18h30 | Karthi 9e | (1 - 0) | 59e Rana | Arbitrage : Ben Göntgen Salim Lucky Arbitre vidéo : Diego Barbas | Arbitrage : Ben Göntgen Salim Lucky Arbitre vidéo : Diego Barbas |
| 23 mai 2022 18h30 | Rapport   |         |          | Arbitrage : Ben Göntgen Salim Lucky Arbitre vidéo : Diego Barbas | Arbitrage : Ben Göntgen Salim Lucky Arbitre vidéo : Diego Barbas |

| Match 6           | Indonésie | 0 - 13  | Pakistan |                                                                           |                                                                           |
| 24 mai 2022 14h00 |           | (0 - 9) | 2e, 49e Ajaz · 4e, 17e Rana · 6e, 19e Manan · 15e, 25e, 43e Rizwan · 16e Mubashar · 19e Shan · 35e Ghazanfar · 45e Moin | Arbitrage : Saleh Al Balushi Salim Lucky Arbitre vidéo : Nazmi Kamaruddin | Arbitrage : Saleh Al Balushi Salim Lucky Arbitre vidéo : Nazmi Kamaruddin |
| 24 mai 2022 14h00 | Rapport   |         | | Arbitrage : Saleh Al Balushi Salim Lucky Arbitre vidéo : Nazmi Kamaruddin | Arbitrage : Saleh Al Balushi Salim Lucky Arbitre vidéo : Nazmi Kamaruddin |

| Match 8           | Inde                    | 2 - 5   | Japon                                                     |                                                                        |                                                                        |
| 24 mai 2022 18h30 | Rajbhar 45e · Uttam 50e | (0 - 1) | 24e Nagayoshi · 40e, 56e Kawabe · 49e Ooka · 54e Yamasaki | Arbitrage : Nazmi Kamaruddin Lim Hong-Zhen Arbitre vidéo : Ben Göntgen | Arbitrage : Nazmi Kamaruddin Lim Hong-Zhen Arbitre vidéo : Ben Göntgen |
| 24 mai 2022 18h30 | Rapport                 |         |                                                           | Arbitrage : Nazmi Kamaruddin Lim Hong-Zhen Arbitre vidéo : Ben Göntgen | Arbitrage : Nazmi Kamaruddin Lim Hong-Zhen Arbitre vidéo : Ben Göntgen |

| Match 11          | Japon                           | 3 - 2   | Pakistan                |                                                                        |                                                                        |
| 26 mai 2022 16h15 | Ooka 14e · Saeki 15e · Niwa 27e | (3 - 2) | 23e Ajaz · 30e Mubashar | Arbitrage : Ben Göntgen Nazmi Kamaruddin Arbitre vidéo : Lim Hong-Zhen | Arbitrage : Ben Göntgen Nazmi Kamaruddin Arbitre vidéo : Lim Hong-Zhen |
| 26 mai 2022 16h15 | Rapport                         |         |                         | Arbitrage : Ben Göntgen Nazmi Kamaruddin Arbitre vidéo : Lim Hong-Zhen | Arbitrage : Ben Göntgen Nazmi Kamaruddin Arbitre vidéo : Lim Hong-Zhen |

| Match 12          | Indonésie | 0 - 16  | Inde |                                                                      |                                                                      |
| 26 mai 2022 18h30 |           | (0 - 6) | 10e, 11e Rajbhar · 14e Uttam · 19e, 24e Sunil · 20e Nilam · 40e, 57e Karthi · 41e, 42e, 47e, (2x)59e Dipsan · 45e, 46e, 55e Abharan | Arbitrage : Hideki Kinoshita You Hyosik Arbitre vidéo : Diego Barbas | Arbitrage : Hideki Kinoshita You Hyosik Arbitre vidéo : Diego Barbas |
| 26 mai 2022 18h30 | Rapport   |         | | Arbitrage : Hideki Kinoshita You Hyosik Arbitre vidéo : Diego Barbas | Arbitrage : Hideki Kinoshita You Hyosik Arbitre vidéo : Diego Barbas |

### Poule B
| Rang | Équipe       | J | V | N | D | BP | BC | Diff | Pts | Qualification                  |
| ---- | ------------ | - | - | - | - | -- | -- | ---- | --- | ------------------------------ |
| 1    | Malaisie     | 3 | 3 | 0 | 0 | 20 | 5  | +15  | 9   | Super 4 et Coupe du monde 2023 |
| 2    | Corée du Sud | 3 | 2 | 0 | 1 | 15 | 7  | +8   | 6   | Super 4 et Coupe du monde 2023 |
| 3    | Bangladesh   | 3 | 1 | 0 | 2 | 4  | 15 | -11  | 3   |                                |
| 4    | Oman         | 3 | 0 | 0 | 3 | 2  | 14 | -12  | 0   |                                |

Source: FIH
En cas d'égalité de points de plusieurs équipes à l'issue des matchs de poule, les critères suivants sont appliqués dans l'ordre indiqué pour établir leur classement:
1. Points,
2. Matchs gagnés,
3. Différence de buts,
4. Buts pour,
5. Plus grand nombre de points obtenus dans les matchs de poule disputés entre les équipes concernées,
6. Buts en plein jeu pour.

| Match 1           | Malaisie                                                              | 7 - 0   | Oman |                                                                              |                                                                              |
| 23 mai 2022 11h45 | Razie 6e, 13e, 19e · Faizal 23e · Shahril 34e · Faiz 40e · Ashran 48e | (4 - 0) |      | Arbitrage : Haroon Rashid Lim Hong-Zhen Arbitre vidéo : Germán Montes de Oca | Arbitrage : Haroon Rashid Lim Hong-Zhen Arbitre vidéo : Germán Montes de Oca |
| 23 mai 2022 11h45 | Rapport                                                               |         |      | Arbitrage : Haroon Rashid Lim Hong-Zhen Arbitre vidéo : Germán Montes de Oca | Arbitrage : Haroon Rashid Lim Hong-Zhen Arbitre vidéo : Germán Montes de Oca |

| Match 2           | Corée du Sud                                                                     | 6 - 1   | Bangladesh    |                                                             |                                                             |
| 23 mai 2022 14h00 | Hwang Taeil 13e, 22e · Jang Jonghyun 18e, 52e · Lee Namyong 32e · Yang Jihun 45e | (3 - 1) | 6e Khorshadur | Arbitrage : Salman Diego Barbas Arbitre vidéo : Ben Göntgen | Arbitrage : Salman Diego Barbas Arbitre vidéo : Ben Göntgen |
| 23 mai 2022 14h00 | Rapport                                                                          |         |               | Arbitrage : Salman Diego Barbas Arbitre vidéo : Ben Göntgen | Arbitrage : Salman Diego Barbas Arbitre vidéo : Ben Göntgen |

| Match 5           | Oman                 | 1 - 2   | Bangladesh                |                                                                        |                                                                        |
| 24 mai 2022 11h45 | Rashad Al Fazari 17e | (1 - 1) | 6e Ashraful · 40e Rakibul | Arbitrage : Rajput Sourabh Haroon Rashid Arbitre vidéo : Lim Hong-Zhen | Arbitrage : Rajput Sourabh Haroon Rashid Arbitre vidéo : Lim Hong-Zhen |
| 24 mai 2022 11h45 | Rapport              |         |                           | Arbitrage : Rajput Sourabh Haroon Rashid Arbitre vidéo : Lim Hong-Zhen | Arbitrage : Rajput Sourabh Haroon Rashid Arbitre vidéo : Lim Hong-Zhen |

| Match 7           | Malaisie                                         | 5 - 4   | Corée du Sud                                               |                                                                                |                                                                                |
| 24 mai 2022 16h15 | Norsyafiq 11e, 27e · Razie 17e, 52e · Ashran 32e | (3 - 1) | 25e, 56e Yang Jihun · 34e Jang Jonghyun · 40e Kim Sunghyun | Arbitrage : Germán Montes de Oca Hideki Kinoshita Arbitre vidéo : Diego Barbas | Arbitrage : Germán Montes de Oca Hideki Kinoshita Arbitre vidéo : Diego Barbas |
| 24 mai 2022 16h15 | Rapport                                          |         |                                                            | Arbitrage : Germán Montes de Oca Hideki Kinoshita Arbitre vidéo : Diego Barbas | Arbitrage : Germán Montes de Oca Hideki Kinoshita Arbitre vidéo : Diego Barbas |

| Match 9           | Corée du Sud                                                                                | 5 - 1   | Oman                  |                                                              |                                                              |
| 26 mai 2022 11h45 | Jang Jonghyun 11e · Kim Hyeongjin 19e · Hwang Taeil 33e · Yang Jihun 33e · Jeong Junwoo 45e | (2 - 1) | 22e Aliyas Al-Noufali | Arbitrage : Salman Lim Hong-Zhen Arbitre vidéo : Ben Göntgen | Arbitrage : Salman Lim Hong-Zhen Arbitre vidéo : Ben Göntgen |
| 26 mai 2022 11h45 | Rapport                                                                                     |         |                       | Arbitrage : Salman Lim Hong-Zhen Arbitre vidéo : Ben Göntgen | Arbitrage : Salman Lim Hong-Zhen Arbitre vidéo : Ben Göntgen |

| Match 10          | Malaisie                                                           | 8 - 1   | Bangladesh   |                                                                              |                                                                              |
| 26 mai 2022 14h00 | Razie 4e, 14e, 30e · Faizal 24e, 31e, 46e · Najmi 41e · Ashran 60e | (4 - 1) | 21e Ashraful | Arbitrage : Rajput Sourabh Diego Barbas Arbitre vidéo : Germán Montes de Oca | Arbitrage : Rajput Sourabh Diego Barbas Arbitre vidéo : Germán Montes de Oca |
| 26 mai 2022 14h00 | Rapport                                                            |         |              | Arbitrage : Rajput Sourabh Diego Barbas Arbitre vidéo : Germán Montes de Oca | Arbitrage : Rajput Sourabh Diego Barbas Arbitre vidéo : Germán Montes de Oca |

## Phase de classement
|  | De la cinquième à la huitième place | De la cinquième à la huitième place |                            |   | Cinquième et sixième place | Cinquième et sixième place |
|  | De la cinquième à la huitième place | De la cinquième à la huitième place |                            |   | Cinquième et sixième place | Cinquième et sixième place |
|  |                                     |                                     |                            |   |                            |                            |
|  |                                     |                                     |                            |   |                            |                            |
|  |                                     |                                     |                            |   |                            |                            |
|  | Indonésie                           | 2                                   |                            |   |                            |                            |
|  | Indonésie                           | 2                                   |                            |   |                            |                            |
|  | Bangladesh                          | 4                                   |                            |   |                            |                            |
|  | Bangladesh                          | 4                                   | Pakistan                   | 8 |                            |                            |
|  |                                     |                                     | Pakistan                   | 8 |                            |                            |
|  |                                     | Bangladesh                          | 0                          |   |                            |                            |
|  | Pakistan                            | Bangladesh                          | 0                          | 5 |                            |                            |
|  | Pakistan                            |                                     |                            | 5 |                            |                            |
|  | Oman                                | 2                                   |                            |   |                            |                            |
|  | Oman                                | 2                                   | Septième et huitième place |   |                            |                            |
|  |                                     |                                     |                            |   |                            |                            |
|  |                                     |                                     |                            |   |                            |                            |
|  |                                     |                                     |                            |   |                            |                            |
|  | Indonésie                           | 0                                   |                            |   |                            |                            |
|  | Indonésie                           | 0                                   |                            |   |                            |                            |
|  | Oman                                | 2                                   |                            |   |                            |                            |
|  | Oman                                | 2                                   |                            |   |                            |                            |

### De la cinquième à la huitième place
| Match 13          | Pakistan                                              | 5 - 2   | Oman                                       |                                                                   |                                                                   |
| 28 mai 2022 13h30 | Rana 19e · Ghazanfar 21e · Rizwan 29e, 30e · Moin 32e | (4 - 1) | 11e Rashad Al Fazari · 44e Aseel Al-Maaini | Arbitrage : Salman Hideki Kinoshita Arbitre vidéo : Lim-Hong-Zhen | Arbitrage : Salman Hideki Kinoshita Arbitre vidéo : Lim-Hong-Zhen |
| 28 mai 2022 13h30 | Rapport                                               |         |                                            | Arbitrage : Salman Hideki Kinoshita Arbitre vidéo : Lim-Hong-Zhen | Arbitrage : Salman Hideki Kinoshita Arbitre vidéo : Lim-Hong-Zhen |

| Match 16          | Indonésie                | 2 - 4   | Bangladesh                                        |                                                                              |                                                                              |
| 29 mai 2022 13h30 | Abdullah 20e · Ardam 36e | (1 - 3) | 13e Rashel · 20e Ashraful · 24e Emon · 59e Puskar | Arbitrage : You Hyosik Saleh Al Balushi Arbitre vidéo : Germán Montes de Oca | Arbitrage : You Hyosik Saleh Al Balushi Arbitre vidéo : Germán Montes de Oca |
| 29 mai 2022 13h30 | Rapport                  |         |                                                   | Arbitrage : You Hyosik Saleh Al Balushi Arbitre vidéo : Germán Montes de Oca | Arbitrage : You Hyosik Saleh Al Balushi Arbitre vidéo : Germán Montes de Oca |

### Septième et huitième place
| Match 19          | Indonésie | 0 - 2   | Oman                                      |                                                                  |                                                                  |
| 31 mai 2022 13h30 |           | (0 - 1) | 9e Rashad Al Fazari · 32e Asama Al-Shibli | Arbitrage : You Hyosik Haroon Rashid Arbitre vidéo : Salim Lucky | Arbitrage : You Hyosik Haroon Rashid Arbitre vidéo : Salim Lucky |
| 31 mai 2022 13h30 | Rapport   |         |                                           | Arbitrage : You Hyosik Haroon Rashid Arbitre vidéo : Salim Lucky | Arbitrage : You Hyosik Haroon Rashid Arbitre vidéo : Salim Lucky |

### Cinquième et sixième place
| Match 22            | Pakistan                                                                                      | 8 - 0   | Bangladesh |                                                                      |                                                                      |
| 1er juin 2022 13h30 | Rizwan 11e · Mubashar 16e, 32e · Afraz 39e · Shahid 42e · Umar 48e · Ajaz 53e · Ghazanfar 60e | (2 - 0) |            | Arbitrage : Salman Saleh Al Balushi Arbitre vidéo : Hideki Kinoshita | Arbitrage : Salman Saleh Al Balushi Arbitre vidéo : Hideki Kinoshita |
| 1er juin 2022 13h30 | Rapport                                                                                       |         |            | Arbitrage : Salman Saleh Al Balushi Arbitre vidéo : Hideki Kinoshita | Arbitrage : Salman Saleh Al Balushi Arbitre vidéo : Hideki Kinoshita |

## Tour pour les médailles

### Super 4
| Rang | Équipe       | J | V | N | D | BP | BC | Diff | Pts | Qualification                       |
| ---- | ------------ | - | - | - | - | -- | -- | ---- | --- | ----------------------------------- |
| 1    | Malaisie     | 3 | 1 | 2 | 0 | 10 | 5  | +5   | 5   | Finale                              |
| 2    | Corée du Sud | 3 | 1 | 2 | 0 | 9  | 7  | +2   | 5   | Finale                              |
| 3    | Inde         | 3 | 1 | 2 | 0 | 9  | 8  | +1   | 5   | Coupe du monde 2023 en tant qu'hôte |
| 4    | Japon        | 3 | 0 | 0 | 3 | 2  | 10 | -8   | 0   |                                     |

Source: FIH
| Match 14          | Malaisie              | 2 - 2   | Corée du Sud                       |                                                                     |                                                                     |
| 28 mai 2022 16h00 | Razie 4e · Ashran 40e | (1 - 2) | 12e Lee Namyong · 21e Jeong Junwoo | Arbitrage : Diego Barbas Salim Lucky Arbitre vidéo : Rajput Sourabh | Arbitrage : Diego Barbas Salim Lucky Arbitre vidéo : Rajput Sourabh |
| 28 mai 2022 16h00 | Rapport               |         |                                    | Arbitrage : Diego Barbas Salim Lucky Arbitre vidéo : Rajput Sourabh | Arbitrage : Diego Barbas Salim Lucky Arbitre vidéo : Rajput Sourabh |

| Match 15          | Inde                     | 2 - 1   | Japon    |                                                                               |                                                                               |
| 28 mai 2022 18h30 | Manjeet 8e · Rajbhar 35e | (1 - 1) | 18e Niwa | Arbitrage : Germán Montes de Oca Nazmi Kamaruddin Arbitre vidéo : Ben Göntgen | Arbitrage : Germán Montes de Oca Nazmi Kamaruddin Arbitre vidéo : Ben Göntgen |
| 28 mai 2022 18h30 | Rapport                  |         |          | Arbitrage : Germán Montes de Oca Nazmi Kamaruddin Arbitre vidéo : Ben Göntgen | Arbitrage : Germán Montes de Oca Nazmi Kamaruddin Arbitre vidéo : Ben Göntgen |

| Match 17          | Corée du Sud                                          | 3 - 1   | Japon        |                                                                         |                                                                         |
| 29 mai 2022 16h00 | Jang Jonghyun 11e · Hwang Taeil 34e · Lee Namyong 60e | (1 - 0) | 60e Yamasaki | Arbitrage : Rajput Sourabh Ben Göntgen Arbitre vidéo : Nazmi Kamaruddin | Arbitrage : Rajput Sourabh Ben Göntgen Arbitre vidéo : Nazmi Kamaruddin |
| 29 mai 2022 16h00 | Rapport                                               |         |              | Arbitrage : Rajput Sourabh Ben Göntgen Arbitre vidéo : Nazmi Kamaruddin | Arbitrage : Rajput Sourabh Ben Göntgen Arbitre vidéo : Nazmi Kamaruddin |

| Match 18          | Inde                                   | 3 - 3   | Malaisie            |                                                                          |                                                                          |
| 29 mai 2022 18h30 | Vishnukant 32e · Sunil 53e · Nilam 55e | (0 - 2) | 12e, 21e, 56e Razie | Arbitrage : Haroon Rashid Lim Hong-Zhen Arbitre vidéo : Hideki Kinoshita | Arbitrage : Haroon Rashid Lim Hong-Zhen Arbitre vidéo : Hideki Kinoshita |
| 29 mai 2022 18h30 | Rapport                                |         |                     | Arbitrage : Haroon Rashid Lim Hong-Zhen Arbitre vidéo : Hideki Kinoshita | Arbitrage : Haroon Rashid Lim Hong-Zhen Arbitre vidéo : Hideki Kinoshita |

| Match 20          | Malaisie                                                     | 5 - 0   | Japon |                                                                              |                                                                              |
| 31 mai 2022 16h00 | Shello 15e · Aiman 30e · Razie 35e · Hassan 35e · Ashran 42e | (2 - 0) |       | Arbitrage : Diego Barbas Germán Montes de Oca Arbitre vidéo : Rajput Sourabh | Arbitrage : Diego Barbas Germán Montes de Oca Arbitre vidéo : Rajput Sourabh |
| 31 mai 2022 16h00 | Rapport                                                      |         |       | Arbitrage : Diego Barbas Germán Montes de Oca Arbitre vidéo : Rajput Sourabh | Arbitrage : Diego Barbas Germán Montes de Oca Arbitre vidéo : Rajput Sourabh |

| Match 21          | Inde                                                   | 4 - 4   | Corée du Sud                                                             |                                                                        |                                                                        |
| 31 mai 2022 18h30 | Nilam 9e · Maninder 21e · Sheshe 22e · Mareeswaran 37e | (3 - 3) | 13e Jang Jonghyun · 18e Ji Woo Cheon · 28e Kim Junghoo · 44e Jung Manjae | Arbitrage : Hideki Kinoshita Lim Hong-Zhen Arbitre vidéo : Ben Göntgen | Arbitrage : Hideki Kinoshita Lim Hong-Zhen Arbitre vidéo : Ben Göntgen |
| 31 mai 2022 18h30 | Rapport                                                |         |                                                                          | Arbitrage : Hideki Kinoshita Lim Hong-Zhen Arbitre vidéo : Ben Göntgen | Arbitrage : Hideki Kinoshita Lim Hong-Zhen Arbitre vidéo : Ben Göntgen |

### Troisième et quatrième place
| Match 23            | Inde        | 1 - 0   | Japon |                                                                       |                                                                       |
| 1er juin 2022 16h00 | Rajkumar 7e | (1 - 0) |       | Arbitrage : Nazmi Kamaruddin Salim Lucky Arbitre vidéo : Diego Barbas | Arbitrage : Nazmi Kamaruddin Salim Lucky Arbitre vidéo : Diego Barbas |
| 1er juin 2022 16h00 | Rapport     |         |       | Arbitrage : Nazmi Kamaruddin Salim Lucky Arbitre vidéo : Diego Barbas | Arbitrage : Nazmi Kamaruddin Salim Lucky Arbitre vidéo : Diego Barbas |

### Finale
| Match 24            | Malaisie | 1 - 2   | Corée du Sud                      |                                                                             |                                                                             |
| 1er juin 2022 18h30 | Syed 25e | (1 - 1) | 17e Jung Manjae · 52e Hwang Taeil | Arbitrage : Rajput Sourabh Ben Göntgen Arbitre vidéo : Germán Montes de Oca | Arbitrage : Rajput Sourabh Ben Göntgen Arbitre vidéo : Germán Montes de Oca |
| 1er juin 2022 18h30 | Rapport  |         |                                   | Arbitrage : Rajput Sourabh Ben Göntgen Arbitre vidéo : Germán Montes de Oca | Arbitrage : Rajput Sourabh Ben Göntgen Arbitre vidéo : Germán Montes de Oca |

## Classement final
| Rang                     | Équipe       | J | V | N | P | BP | BC | Diff | Pts | Qualification                       |
| ------------------------ | ------------ | - | - | - | - | -- | -- | ---- | --- | ----------------------------------- |
| Médaille d'or, Asie      | Corée du Sud | 7 | 4 | 2 | 1 | 26 | 15 | +11  | 14  | Coupe du monde 2023                 |
| Médaille d'argent, Asie  | Malaisie     | 7 | 4 | 2 | 1 | 31 | 12 | +19  | 14  | Coupe du monde 2023                 |
| Médaille de bronze, Asie | Inde         | 7 | 3 | 3 | 1 | 29 | 14 | +15  | 12  | Coupe du monde 2023 en tant qu'hôte |
| 4                        | Japon        | 7 | 3 | 0 | 4 | 19 | 15 | +4   | 9   | Coupe du monde 2023                 |
| 5                        | Pakistan     | 5 | 3 | 1 | 1 | 29 | 6  | +23  | 10  |                                     |
| 6                        | Bangladesh   | 5 | 2 | 0 | 3 | 8  | 25 | -17  | 6   |                                     |
| 7                        | Oman         | 5 | 1 | 0 | 4 | 6  | 19 | -13  | 3   |                                     |
| 8                        | Indonésie    | 5 | 0 | 0 | 5 | 2  | 44 | -42  | 0   |                                     |